# 杭州四季青服装特色街

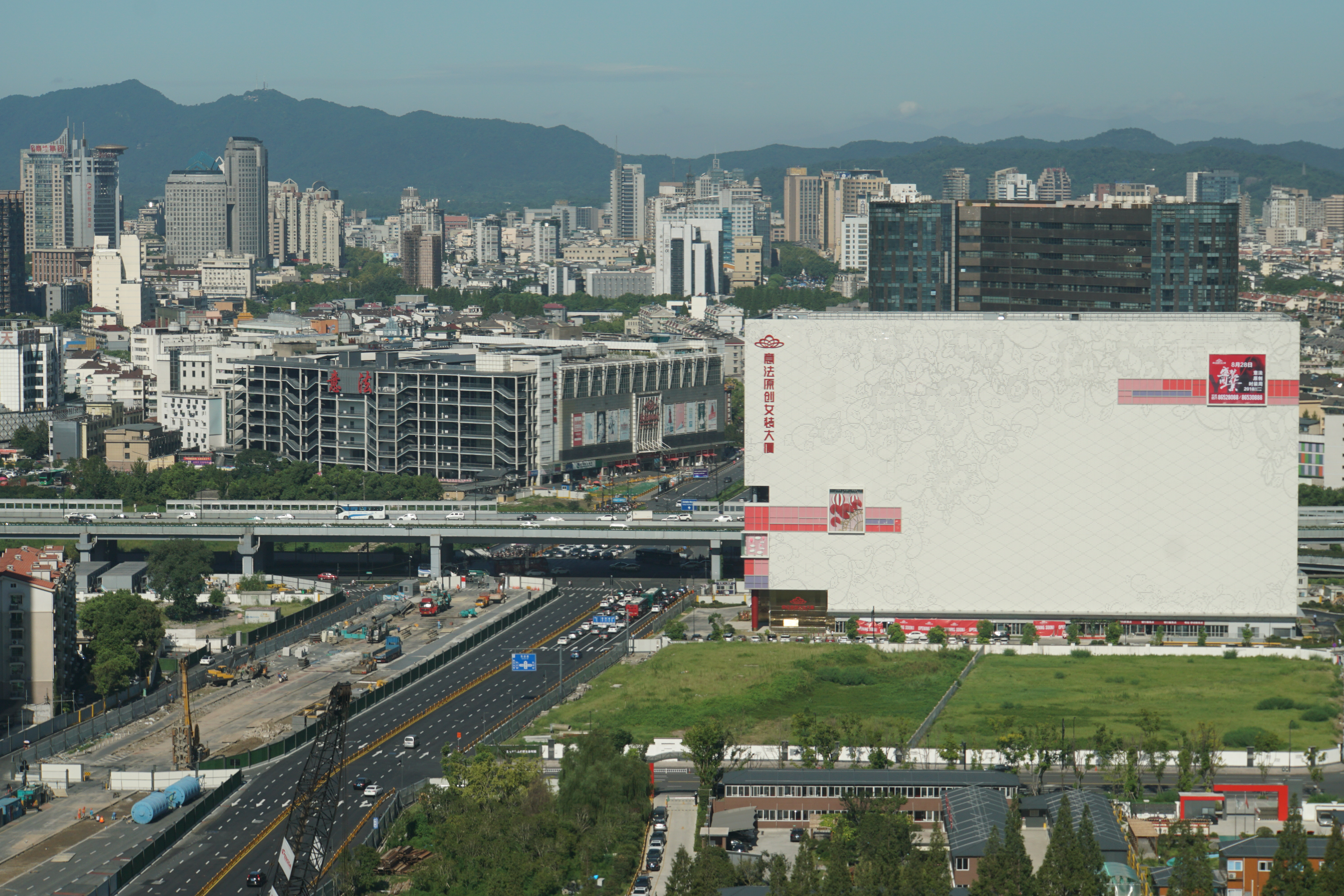
从钱江新城远眺意法服饰城和意法大厦

四季青服装街是杭州市上城区的一个服装特色街区，位于杭海路西段，占地24公顷，西起清泰立交桥，东至秋涛路，北至张家河弄，南至夕照社区，全长1100米。2000年四季青服装一条街被市政府正式命名为“杭州四季青服装特色街”。2003年街区被浙江省商业总会授予浙江省十大商业特色街称号。

## 简介
1980年代末在此开设了第一家服装市场，目前已成为全国最大的服装集散地之一。汇集了四季青服装市场、杭派精品服装市场等15家专业服装市场，有8000余户服装经营户，营业面积21万平方米，3万余从业人员，年成交额近百亿元。街上云集了许多国内外知名品牌，拥有近1000个注册商标，其中比较有影响的品牌有“月亮街“、“古木夕羊“、“秋水伊人“、“浪漫一身“、“蓝色倾情“、“时尚轩“等，以及大批特约总经销、总代理的国内外著名品牌。
街区人气旺盛，日客流量一般在7万人次左右，节假日高峰近10万，街区上的杭派女装和四季青服装辐射全国主要城市，有遍及全国的加盟店、连锁店、专柜等，已形成覆盖全国的立体销售网络。
钱江新城濒临四季青。四季青通过钱江三桥与滨江区和萧山区相连。

## 四季青服装市场
- 四季青老市场，即四季青服装特色街
- 四季青东大楼，2019年2月26日，四季青服装市场东大楼升级开业[2]
- 九堡大市场，即杭州九堡四季青服装批发市场，由四季青服装集团公司投资兴建，位于九堡街道，2008年10月开业[3]
- 四季青南区，地处上城区清江路123号[4]

## 相关
- 四季青街道 (杭州市)